# La Roureda (Sant Quirze Safaja)
La Roureda és un serrat i un bosc de roures del terme municipal de Sant Quirze Safaja, de la comarca del Moianès.
Està situat en el sector nord-occidental del terme de Sant Quirze Safaja, al nord-oest del Maset i del Serrat del Maset, al nord dels Camps de l'Escaiola i al nord-oest del Cucut, a l'esquerra del torrent de la Font del Boix i a la dreta del torrent de les Vinyes. També queda al sud-oest de la Teuleria.